# Anthene lusones
Anthene lusones е вид пеперуда от семейство Синевки (Lycaenidae). Видът не е застрашен от изчезване.

## Разпространение и местообитание
Разпространен е в Гана, Камерун и Нигерия.
Обитава гористи местности, крайбрежия, плажове, блата, мочурища и тресавища.